# 프로클레티예산맥

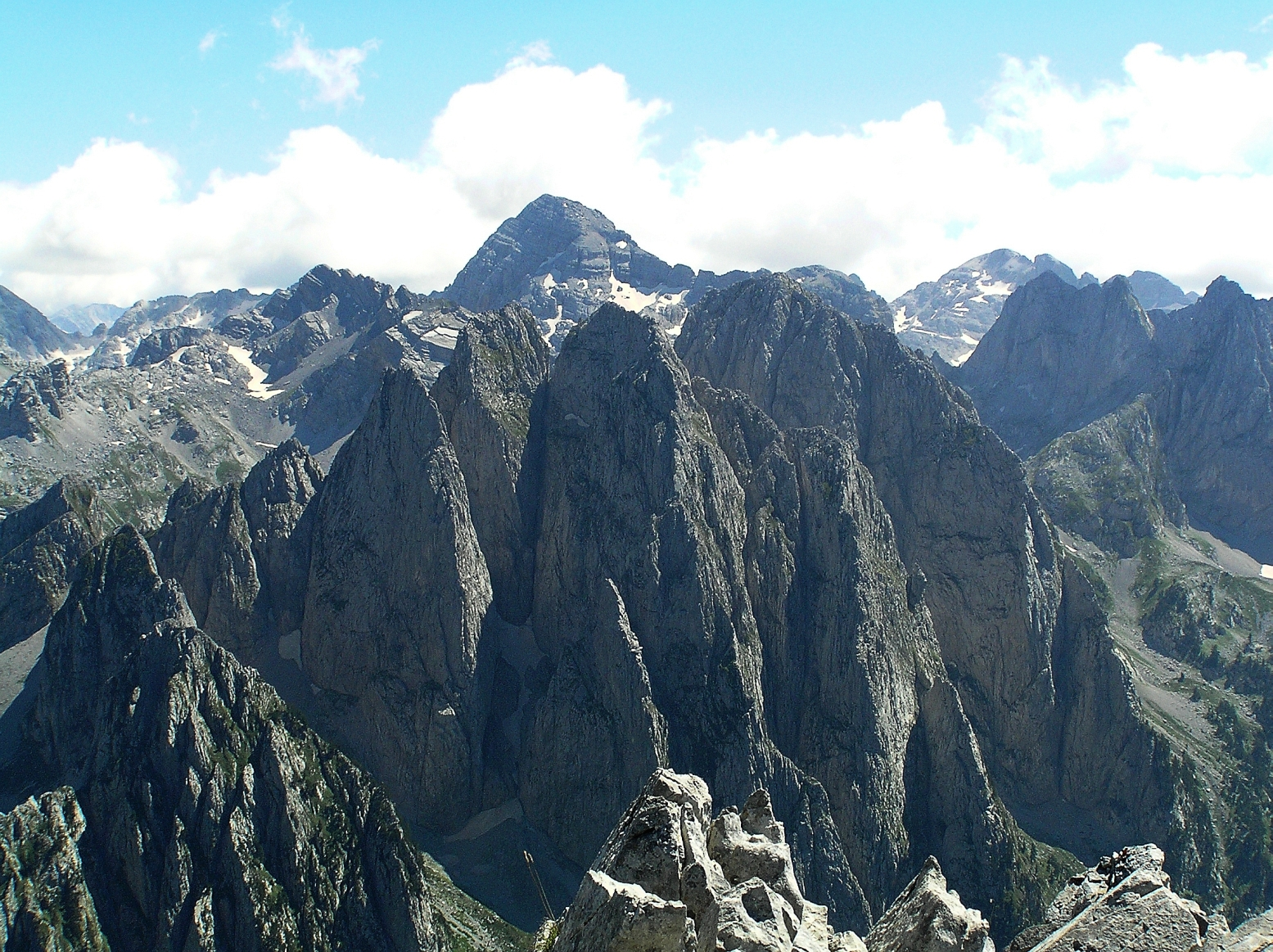
프로클레티예산맥

프로클레티예산맥(세르비아어: Проклетије, 알바니아어: Bjeshkët e Nemuna; "저주받은 산"이라는 뜻)은 서부 발칸반도에 위치한 산맥으로, 북부 알바니아에서 코소보 그리고 동부 몬테네그로까지 펼쳐져 있다. 알바니아 알프스(lpet Shqiptare) 그리고 저주받은 산들로도 알려져 있다. 산 정상은 2,694 m(8,839 ft)의 마야 예세르체로, 알바니아에서 7번째로 높은 곳이다.
프로클레티예산맥에는 몬테네그로에서 가장 높은 산인 2,534 m(8,314 ft)의 지냐 콤냐타(알바니아에 부분적으로 자리잡고 있다), 코소보에서 가장 높은 산인 2,656 m(8,714 ft)의 제라피챠가 모두 위치하여 있다. 그러나 알바니아에서 가장 높은 산은 코라브산맥에 위치한 2,764 m(9,068 ft)의 코라브산(마케도니아에서 가장 높은 산이기도 하다)으로, 북마케도니아과의 동부 국경지대에 위치하여 있다.
최근 유럽 최남단의 빙하가 이 산맥의 알바니아 부분에서 발견되었다. 지역 경제는 농업, 이민 송금과 관광업에 주 기반을 두고 있다.